# Hennekopf
Hennekopf är en bergstopp i Österrike.   Den ligger i distriktet Landeck och förbundslandet Tyrolen, i den västra delen av landet, 500 km väster om huvudstaden Wien. Toppen på Hennekopf är 2 704 meter över havet, eller 64 meter över den omgivande terrängen. Bredden vid basen är 0,27 km. Hennekopf ingår i Silvretta Gruppe.
Terrängen runt Hennekopf är bergig norrut, men söderut är den kuperad. Runt Hennekopf är det ganska glesbefolkat, med 24 invånare per kvadratkilometer.. Närmaste större samhälle är Ischgl, 16,3 km nordost om Hennekopf. 
Trakten runt Hennekopf består i huvudsak av gräsmarker.